# A.S.D. Club Calcio San Gregorio
San Gregorio Calcio là một đội bóng đá Ý có trụ sở tại San Gregorio di Catania. Đội bóng được thành lập vào năm 1972 với tên Polisportiva San Gregorio. Vào năm 1972-73 đã chơi trong " Terza Categoria " và chơi các trận đấu trên sân nhà tại sân bóng đá "Piano Immacolata".
Vào tháng 11 năm 1974 đã được khánh thành một sân vận động mới, sân vận động "Comunale" ở Via Vincenzo Bellini. Vào tháng 7 năm 1980, câu lạc bộ sáp nhập với Massimiliana trở thành Câu lạc bộ Calcio San gregorio. Vào tháng 5 năm 2004, San Gregorio đã giành được Cup Sicilia ở Torre Grotta. Vào cuối mùa 2003-04, đội bóng được thăng hạng trong giải vô địch " Promozione ".